# Ivo Peršuh
Ivo Peršuh, slovenski časnikar, katoliški organizator, eden od začetnikov protiokupatorskega odpora na Slovenskem in žrtev komunizma, * 17. december 1898, Zgornje Laže pri Slovenskih Konjicah, † 28. maj 1942, Ljubljana.

## Življenje in delo
V matični knjigi župnije Sv. Jerneja pri Ločah je vpisan kot Janez Peršuh. Oče mu je bil posestnik Janez st., mati mu je bila Frančiška (rojena Šuc). Ivo Peršuh je gimnazijo obiskoval najprej v Celju, kasneje pa v Ljubljani, kjer je bil še kot dijak maja 1916 vpoklican v Avstro-ogrska vojsko. Ob koncu 1. svetovne vojne je 28. oktobra 1918 maturiral. Tako v gimnazijskih letih kot kasneje za časa študija medicine na Ljubljanski univerzi je Peršuh sodeloval v slovenskih katoliških društvih in objavljal prispevke v njihova glasila. Leta 1920 je že bil zaposlen v Slovenski krščansko-socialni zvezi, nekaj časa pa deloval tudi kot predsednik Slovenske dijaške zveze. Po raznih zaposlitvah je postal vodja celjske podružnice časnika Slovenec in kasneje uradnik katoliške zavarovalnice Vzajemna v Ljubljani. Leta 1927 se je poročil z ljubljansko učiteljico Vido Dežman in v zakonu sta se jima rodila dva otroka. Vseskozi se je v prostem času posvečal organiziranju slovenskega katoliškega telovadnega društva Orel, bil pa je tudi en ključnih mož v pripravah na veliki evharistični kongres leta 1935 in kongres Kristusa Kralja leta 1939 v Ljubljani.

## Okupacija in revolucija
Kmalu po okupaciji Ljubljane s strani fašistične Kraljevine Italije je začel Peršuh uporabljati svoja poznanstva in organizacijske sposobnosti v začetkih ilegalnega demokratičnega protiokupatorskega gibanja. Maja 1941 je začel izdajati prvi slovenski ilegalni list Prebujena Slovenija, krog ljudi okoli njega pa je kmalu prišel v stik in se združil s Slovensko legijo, po TIGR-u prvo ilegalno odporniško skupino v okupirani Sloveniji, ki je v Ljubljani nastala na pobudo mlajših članov Slovenske ljudske stranke že konec aprila 1941. Peršuh je v prvem letu italijanske okupacije, ki je vsaj v Ljubljanski pokrajini potekala dokaj mirno, še naprej normalno deloval kot uradnik Vzajemne, hkrati pa ilegalno organiziral odporniško gibanje v skladu s smernicami vlade Kraljevine Jugoslavije in predstavnikov predvojnih političnih strank. S pomočjo Fanouša Emmerja je navezal stike s častniki kraljeve vojske in sodeloval v organizaciji odporniške Jugoslovanske vojske v domovini ter bil tudi imenovan za njenega poveljnika za mesto Ljubljana. Po napadu sil Osi na Sovjetsko zvezo 22. junija 1941 so začeli odločneje pozivati k odporu tudi komunisti in v ta namen ustanovili Osvobodilno fronto (OF) kot krovno organizacijo njim podrejenih političnih skupin. Ob koncu leta 1941 je začelo prihajati do prvih nasprotij in prask med obema frakcijama odpora – katoliško odporniško gibanje je bilo zavezano usmeritvam begunske kraljeve vlade Petra II. Karađorđevića in si prizadevalo za ohranitev slovenskih življenj in premoženja v največji možni meri, komunistično gibanje pa je v odporništvu videlo tudi priložnost za izvedbo boljševiške revolucije. Nasprotja so kulminirala z umorom Fanouša Emmerja decembra 1941.
Vendar so se že prej pokazala tudi razhajanja znotraj klerikalnega kroga, predvsem zaradi vpliva urednika Domoljuba Franca Glavača, ki je vneto nasprotoval zvezi z OF. Peršuh je zaradi nasprotovanj in tudi zaradi stališča škofa Gregorija Rožmana popustil pri nazorih glede kolaboracije, kar je nazadnje vodilo do združitve kroga Prebujene Slovenije s Slovensko legijo in prevzema kontrarevolucionarne usmerjenosti. Septembra 1941 so bili tako »prebujenci« v Slovenskem poročevalcu označeni za nasprotnike OF.

## Umor
Na Iva Peršuha so agenti komunistične VOS izvedli temeljito načrtovan atentat 26. maja 1942, le nekaj ur potem, ko so na ljubljanskih ulicah umorili duhovnika in profesorja Lamberta Ehrlicha in njegovega naključnega sopotnika, primorskega študenta prava Viktorja Rojica. Peršuha so ustrelili v njegovi pisarni v stavbi Vzajemne zavarovalnice. Umrl je 2 dni kasneje, 28. maja 1942. Že čez nekaj mesecev, avgusta 1942, je VOS umorila tudi njegovega naslednika na mestu vodilnega organizatorja Slovenske legije, Fortunata Majdiča.

## Po vojni
Po maju 1945 se je Peršuhova družina, njegova ovdovela žena Vida in oba otroka, umaknila iz  Slovenije na avstrijsko Koroško skupaj s tisoči drugih civilnih beguncev pred komunizmom. Čeprav je bil njihov namen, da se vrnejo, ko se stvari umirijo, se to ni nikoli uresničilo. Komunistične oblasti so vse premoženje Peršuhovih v Ljubljani, vključno z Ivovo zbirko preko 700 knjig, zaplenile.